# Grand Prix automobile des Pays-Bas 2022
GP précédent GP suivant
Le Grand Prix automobile des Pays-Bas 2022 (Formula 1 Heineken Dutch Grand Prix 2022), disputé le 4 septembre 2022 sur le circuit de Zandvoort, est la 1072e épreuve du championnat du monde de Formule 1 courue depuis 1950.  Il s'agit de la 33e édition du Grand Prix des Pays-bas comptant pour le championnat du monde de Formule 1 et de la quinzième manche du championnat 2022.
Malgré des soucis de boîte de vitesses lors de la première séance d'essai et une performance moyenne lors de la seconde, Max Verstappen obtient la pole position de son Grand Prix national, avec seulement 21 millièmes de seconde d'écart sur Charles Leclerc. Sergio Pérez, parti à la faute dans le dernier virage lors de la Q3, empêche ses rivaux de progresser dans les ultimes instants de la session. Carlos Sainz Jr. et Lewis Hamilton occupent la deuxième ligne tandis que Pérez et George Russell s'élancent de la troisième ligne. Suivent Lando Norris, flanqué de Mick Schumacher puis Yuki Tsunoda et Lance Stroll.
Au départ, Verstappen se place à l'intérieur du premier virage et conserve la tête. Si un contact entre Sainz et Hamilton au premier virage n'engendre aucun souci, le drapeau jaune est déployé dès le deuxième tour lorsque Kevin Magnussen tire tout droit dans le gravier ; il reprend la course en queue de peloton. Verstappen adopte immédiatement un rythme qui le met à l'abri du déploiement de l'aileron arrière mobile de Leclerc. Les premiers changements de pneumatiques débutent à partir du dixième tour, certains pilotes constatant une dégradation plus importante que prévu. Au quinzième tour, sous la menace des Mercedes chaussées en medium, Pérez et Sainz passent le même type de gomme ; la Scuderia oublie de sortir un des pneumatiques et fait perdre plus de dix secondes à son pilote qui ressort onzième. Au dix-huitième tour, Hamilton et Russell occupent la tête de l'épreuve après les arrêts de Leclerc et de Verstappen qui couvre la stratégie de Ferrari en passant des medium. Hamilton conserve la première place jusqu'au vingt-neuvième tour ; la remontée de Verstappen conduit son équipe à le faire rentrer pour s'orienter vers une stratégie à un seul arrêt en chaussant des gommes dures ; Russell l'imite au trente-deuxième tour. Un drapeau jaune est déployé au quarante-quatrième tour lorsque Tsunoda, qui croit qu'un de ses pneumatique a été mal fixé, s'arrête en bord de piste. Il rentre au stand, change de pneumatiques et abandonne dans la foulée, provoquant un nouveau drapeau jaune puis le régime de voiture de sécurité virtuelle. De nombreux pilotes en profitent pour rentrer au stand, y compris le trio de tête constitué de Verstappen, Hamilton et Russell qui adoptent des stratégies différentes : pneus durs pour Red Bull, medium pour les Mercedes. Verstappen conserve une avance de plus de dix secondes sur Hamilton. Au cinquante-cinquième tour, l'abandon soudain de Valtteri Bottas conduit à la sortie de la voiture de sécurité. Si la plupart des pilotes passent chausser des gommes tendres pour boucler les quinze derniers tours, Mercedes laisse Hamilton, qui vient de repasser en tête après l'arrêt de Verstappen, en piste ; Russell choisit quant à lui de repasser par son stand. Sainz écope d'une pénalité de cinq secondes pour avoir été relâché imprudemment devant Alonso dans la voie des stands. Lorsque la voiture de sécurité rentre, au soixantième tour, Hamilton, bien que talonné par Verstappen en gommes neuves, relance l'épreuve à l'entame du banking, et se fait inexorablement dépasser par son rival ; il est ensuite doublé par son coéquipier puis par Leclerc et laisse éclater sa colère auprès de son équipe à qui il incombe l'erreur stratégique de l'avoir laissé en piste. Verstappen conclut la course avec un hat-trick, devant Russell et Leclerc.
Avec 310 points et 109 points d'avance sur Leclerc, Verstappen domine le championnat du monde. Leclerc (201 points) se retrouve à égalité de points de Sergio Pérez qui occupe la troisième place. Russell (188 points) devance Sainz (175 points) et Hamilton (158 points) ; Norris, septième avec 82 point, est suivi par Ocon (66 points), Alonso (59 points) et Bottas (46 points). Chez les constructeurs, Red Bull Racing (511 points) creuse un écart de 135 points sur Ferrari (376 points) ; Mercedes (346 points) pointe à 30 longueurs ; suivent Alpine (125 points), McLaren (101 points), Alfa Romeo (51 points), Haas (34 points), AlphaTauri (29 points), Aston Martin (25 points) et Williams (4 points).

## Contexte
Le circuit de Zandvoort est rénové pour le retour de la Formule 1 en 2021 après une dernière édition remporté par Niki Lauda sur McLaren le 25 août 1985. Le banking du virage « Tarzan » a notamment été relevé pour porter son inclinaison à 18°, à la façon de celui de l'Indianapolis Motor Speedway. 
Le Grand Prix devait faire son retour au calendrier en 2020 mais a été annulé dans le contexte de la pandémie de Covid-19, les responsables du circuit ne souhaitant pas une édition à huis clos. En 2021, l'Oranje Army, venue supporter Max Verstappen, remplit les tribunes à ras bord ; il en est de même en 2022 puisque, dès la fin novembre 2021, tous les billets étaient vendus.

## Pneus disponibles
| Pneus pour piste sèche | Pneus pour piste sèche | Pneus pour piste sèche | Pneus pluie    | Pneus pluie |
| ---------------------- | ---------------------- | ---------------------- | -------------- | ----------- |
| Durs (Type C1)         | Medium (Type C2)       | Tendres (Type C3)      | Intermédiaires | Pluie       |

## Essais libres

### Première séance, le vendredi de 14 h à 15 h
| Pos. | Pilote           | Voiture          | Chrono         | Écart     |
| ---- | ---------------- | ---------------- | -------------- | --------- |
| 1    | George Russell   | Mercedes         | 1 min 12 s 455 |           |
| 2    | Lewis Hamilton   | Mercedes         | 1 min 12 s 695 | + 0 s 240 |
| 3    | Carlos Sainz Jr. | Ferrari          | 1 min 12 s 845 | + 0 s 390 |
| 4    | Lando Norris     | McLaren-Mercedes | 1 min 12 s 929 | + 0 s 474 |
| 5    | Daniel Ricciardo | McLaren-Mercedes | 1 min 13 s 077 | + 0 s 622 |
| 6    | Charles Leclerc  | Ferrari          | 1 min 13 s 127 | + 0 s 672 |

- La FIA fait tester aux pilotes l'ouverture de leur aileron arrière mobile avant le virage no 14 pour évaluer les risques de l'utilisation en course du système de réduction de traînée dans le banking du circuit[6] ;
- Certains pilotes ont roulé avec des monoplaces asymétriques car les équipes devaient comparer les nouveaux rétroviseurs, plus gros pour améliorer la rétrovision, avec les modèles actuels[6].

### Deuxième séance, le vendredi de 17 h à 18 h
| Pos. | Pilote           | Voiture               | Chrono         | Écart     |
| ---- | ---------------- | --------------------- | -------------- | --------- |
| 1    | Charles Leclerc  | Ferrari               | 1 min 12 s 345 |           |
| 2    | Carlos Sainz Jr. | Ferrari               | 1 min 12 s 349 | + 0 s 004 |
| 3    | Lewis Hamilton   | Mercedes              | 1 min 12 s 417 | + 0 s 072 |
| 4    | Lando Norris     | McLaren-Mercedes      | 1 min 12 s 448 | + 0 s 103 |
| 5    | George Russell   | Mercedes              | 1 min 12 s 655 | + 0 s 310 |
| 6    | Lance Stroll     | Aston Martin-Mercedes | 1 min 13 s 746 | + 0 s 401 |

### Troisième séance, le samedi de 13 h à 14 h
| Pos. | Pilote           | Voiture  | Chrono         | Écart     |
| ---- | ---------------- | -------- | -------------- | --------- |
| 1    | Charles Leclerc  | Ferrari  | 1 min 11 s 632 |           |
| 2    | George Russell   | Mercedes | 1 min 11 s 698 | + 0 s 066 |
| 3    | Max Verstappen   | Red Bull | 1 min 11 s 793 | + 0 s 161 |
| 4    | Carlos Sainz Jr. | Ferrari  | 1 min 11 s 971 | + 0 s 339 |
| 5    | Lewis Hamilton   | Mercedes | 1 min 12 s 156 | + 0 s 524 |
| 6    | Sergio Pérez     | Red Bull | 1 min 12 s 176 | + 0 s 544 |

## Séance de qualification

### Résultats des qualifications et grille de départ
| Pos.                                                                                      | Pilote           | Écurie                | Qualifications 1 | Qualifications 2 | Qualifications 3 |
| ----------------------------------------------------------------------------------------- | ---------------- | --------------------- | ---------------- | ---------------- | ---------------- |
| 1                                                                                         | Max Verstappen   | Red Bull              | 1 min 11 s 317   | 1 min 10 s 927   | 1 min 10 s 342   |
| 2                                                                                         | Charles Leclerc  | Ferrari               | 1 min 11 s 443   | 1 min 10 s 988   | 1 min 10 s 363   |
| 3                                                                                         | Carlos Sainz Jr. | Ferrari               | 1 min 11 s 767   | 1 min 10 s 814   | 1 min 10 s 434   |
| 4                                                                                         | Lewis Hamilton   | Mercedes              | 1 min 11 s 331   | 1 min 11 s 075   | 1 min 10 s 648   |
| 5                                                                                         | Sergio Pérez     | Red Bull              | 1 min 11 s 641   | 1 min 11 s 314   | 1 min 11 s 077   |
| 6                                                                                         | George Russell   | Mercedes              | 1 min 11 s 561   | 1 min 10 s 824   | 1 min 11 s 147   |
| 7                                                                                         | Lando Norris     | McLaren-Mercedes      | 1 min 11 s 556   | 1 min 11 s 116   | 1 min 11 s 174   |
| 8                                                                                         | Mick Schumacher  | Haas-Ferrari          | 1 min 11 s 741   | 1 min 11 s 420   | 1 min 11 s 442   |
| 9                                                                                         | Yuki Tsunoda     | AlphaTauri-Red Bull   | 1 min 11 s 427   | 1 min 11 s 428   | 1 min 12 s 556   |
| 10                                                                                        | Lance Stroll     | Aston Martin-Mercedes | 1 min 11 s 568   | 1 min 11 s 416   | Pas de temps     |
| 11                                                                                        | Pierre Gasly     | AlphaTauri-Red Bull   | 1 min 11 s 705   | 1 min 11 s 512   |                  |
| 12                                                                                        | Esteban Ocon     | Alpine-Renault        | 1 min 11 s 748   | 1 min 11 s 605   |                  |
| 13                                                                                        | Fernando Alonso  | Alpine-Renault        | 1 min 11 s 667   | 1 min 11 s 613   |                  |
| 14                                                                                        | Zhou Guanyu      | Alfa Romeo-Ferrari    | 1 min 11 s 826   | 1 min 11 s 704   |                  |
| 15                                                                                        | Alexander Albon  | Williams-Mercedes     | 1 min 11 s 695   | 1 min 11 s 802   |                  |
| 16                                                                                        | Valtteri Bottas  | Alfa Romeo-Ferrari    | 1 min 11 s 961   |                  |                  |
| 17                                                                                        | Daniel Ricciardo | McLaren-Mercedes      | 1 min 12 s 081   |                  |                  |
| 18                                                                                        | Kevin Magnussen  | Haas-Ferrari          | 1 min 12 s 319   |                  |                  |
| 19                                                                                        | Sebastian Vettel | Aston Martin-Mercedes | 1 min 12 s 391   |                  |                  |
| 20                                                                                        | Nicholas Latifi  | Williams-Mercedes     | 1 min 13 s 353   |                  |                  |
| Temps minimal à réaliser pour la qualification : 1 min 16 s 309 (107 % de 1 min 11 s 317) |                  |                       |                  |                  |                  |

- La séance de qualification est interrompue par un drapeau rouge, lors de la phase Q2, lorsqu'un fumigène a été jeté sur la piste depuis les tribunes, dans le virage no 12 ; en Q3, un nouvel engin pyrotechnique s'est également retrouvé sur la piste mais les commissaires, en réagissant rapidement, ont évité une nouvelle interruption de séance[10].

## Course

### Classement de la course
| Pos. | no | Pilote           | Écurie                | Tours | Temps/Abandon                      | Grille | Points |
| ---- | -- | ---------------- | --------------------- | ----- | ---------------------------------- | ------ | ------ |
| 1    | 1  | Max Verstappen   | Red Bull              | 72    | 1 h 36 min 42 s 773 (190,204 km/h) | 1      | 25 + 1 |
| 2    | 63 | George Russell   | Mercedes              | 72    | + 4 s 071                          | 6      | 18     |
| 3    | 16 | Charles Leclerc  | Ferrari               | 72    | + 10 s 929                         | 2      | 15     |
| 4    | 44 | Lewis Hamilton   | Mercedes              | 72    | + 13 s 016                         | 4      | 12     |
| 5    | 11 | Sergio Pérez     | Red Bull              | 72    | + 18 s 168                         | 5      | 10     |
| 6    | 14 | Fernando Alonso  | Alpine-Renault        | 72    | + 18 s 754                         | 13     | 8      |
| 7    | 4  | Lando Norris     | McLaren-Mercedes      | 72    | + 19 s 306                         | 7      | 6      |
| 8    | 55 | Carlos Sainz Jr. | Ferrari               | 72    | + 20 s 916 (dont 5 s de pénalité)  | 3      | 4      |
| 9    | 31 | Esteban Ocon     | Alpine-Renault        | 72    | + 21 s 117                         | 12     | 2      |
| 10   | 18 | Lance Stroll     | Aston Martin-Mercedes | 72    | + 22 s 459                         | 10     | 1      |
| 11   | 10 | Pierre Gasly     | AlphaTauri-Red Bull   | 72    | + 27 s 009                         | 11     |        |
| 12   | 23 | Alexander Albon  | Williams-Mercedes     | 72    | + 30 s 390                         | 15     |        |
| 13   | 47 | Mick Schumacher  | Haas-Ferrari          | 72    | + 32 s 995                         | 8      |        |
| 14   | 5  | Sebastian Vettel | Aston Martin-Mercedes | 72    | + 36 s 007                         | 19     |        |
| 15   | 20 | Kevin Magnussen  | Haas-Ferrari          | 72    | + 36 s 869                         | 18     |        |
| 16   | 24 | Zhou Guanyu      | Alfa Romeo-Ferrari    | 72    | + 37 s 320                         | 14     |        |
| 17   | 3  | Daniel Ricciardo | McLaren-Mercedes      | 72    | + 37 s 764                         | 17     |        |
| 18   | 6  | Nicholas Latifi  | Williams-Mercedes     | 71    | + 1 tour                           | 20     |        |
| Abd. | 77 | Valtteri Bottas  | Alfa Romeo-Ferrari    | 53    | Moteur                             | 16     |        |
| Abd. | 22 | Yuki Tsunoda     | AlphaTauri-Red Bull   | 43    | Différentiel                       | 9      |        |

### Pole position et record du tour
- Pole position :  Max Verstappen (Red Bull) en 1 min 10 s 342 (217,969 km/h)[12].
- Meilleur tour en course :  Max Verstappen (Red Bull) en 1 min 13 s 652 (208,174 km/h) au soixante-deuxième tour ; vainqueur de la course, il remporte le point bonus associé au meilleur tour en course[13].

### Tours en tête
- Max Verstappen (Red Bull) : 58 tours (1-18 / 29-56 / 61-72)[14]
- Lewis Hamilton  (Mercedes)  : 14 tours (19-28 / 57-60)

## Classements généraux à l'issue de la course
| Pos. | Pilote           | Écurie                | Points |
| ---- | ---------------- | --------------------- | ------ |
| 1    | Max Verstappen   | Red Bull              | 310    |
| 2    | Charles Leclerc  | Ferrari               | 201    |
| 3    | Sergio Pérez     | Red Bull              | 201    |
| 4    | George Russell   | Mercedes              | 188    |
| 5    | Carlos Sainz Jr. | Ferrari               | 175    |
| 6    | Lewis Hamilton   | Mercedes              | 158    |
| 7    | Lando Norris     | McLaren-Mercedes      | 82     |
| 8    | Esteban Ocon     | Alpine-Renault        | 66     |
| 9    | Fernando Alonso  | Alpine-Renault        | 59     |
| 10   | Valtteri Bottas  | Alfa Romeo-Ferrari    | 46     |
| 11   | Kevin Magnussen  | Haas-Ferrari          | 22     |
| 12   | Sebastian Vettel | Aston Martin-Mercedes | 20     |
| 13   | Daniel Ricciardo | McLaren-Mercedes      | 19     |
| 14   | Pierre Gasly     | AlphaTauri-Red Bull   | 18     |
| 15   | Mick Schumacher  | Haas-Ferrari          | 12     |
| 16   | Yuki Tsunoda     | AlphaTauri-Red Bull   | 11     |
| 17   | Zhou Guanyu      | Alfa Romeo-Ferrari    | 5      |
| 18   | Lance Stroll     | Aston Martin-Mercedes | 5      |
| 19   | Alexander Albon  | Williams-Mercedes     | 4      |

| Pos. | Écurie                | Points |
| ---- | --------------------- | ------ |
| 1    | Red Bull              | 511    |
| 2    | Ferrari               | 376    |
| 3    | Mercedes              | 346    |
| 4    | Alpine-Renault        | 125    |
| 5    | McLaren-Mercedes      | 101    |
| 6    | Alfa Romeo-Ferrari    | 51     |
| 7    | Haas-Ferrari          | 34     |
| 8    | AlphaTauri-Red Bull   | 29     |
| 9    | Aston Martin-Mercedes | 25     |
| 10   | Williams-Mercedes     | 4      |

## Statistiques
Le Grand Prix des Pays-Bas 2022 représente :
- la 17e pole position de Max Verstappen, sa quatrième de la saison[17] ;
- la 30e victoire de Max Verstappen, sa dixième de la saison[18] ;
- le 5e hat-trick de Max Verstappen, son deuxième de la saison[19] ;
- la 4e victoire consécutive de Max Verstappen[20] ;
- la 86e victoire de Red Bull[21] ;
- la 11e victoire de Red Bull en tant que motoriste[22].

Au cours de ce Grand Prix :
- George Russell passe la barre des 200 points inscrits en Formule 1 (207 points)[23] ;
- Max Verstappen est élu « Pilote du jour » à l'issue d'un vote organisé sur le site officiel de la Formule 1[24] ;
- Emanuele Pirro (37 départs en Grands Prix de Formule 1, 3 points inscrits entre 1989 et 1991 et quintuple vainqueur des 24 Heures du Mans en 2000, 2001, 2002, 2006 et 2007) est nommé conseiller auprès des commissaires de course par la FIA pour les aider dans leurs jugements[25].